# Chrysolina platypoda
Chrysolina platypoda (лат.) — вид жуков-листоедов рода Chrysolina из подсемейства хризомелин. Эндемик Франции.

## Распространение
Распространён на юге Франции во французских Альпах и в Альпах Верхнего Прованса к западу от Дюранса.

## Описание
Мелкие жуки-листоеды овальной формы синевато-чёрного цвета, длина тела около 1 см. Вид был впервые описан в 1950 году чешским колеоптерологом Jan Karel Bechyně (1920—1973) по материалам из Франции, а в 1977 году обозначен в качестве типового для средиземноморского подрода Bechynia. От близких видов, таких как Chrysolina philotesia (Греция) и Chrysolina milleri (Словения и Хорватия), отличается тёмной окраской, расширенным последним члеником лапок, строением гениталий и надкрылий, а также географическим распространением.